# 額定容量
額定容量（英語：Nameplate capacity），又有銘板容量、標稱容量、裝置容量或是最大容量等別稱，意指於一部安裝於工廠中的機械裝置依照其出廠時的預定滿載負荷，進行持續的能量輸出，如發電廠、化學工廠、燃料工廠、金屬冶煉廠、礦物加工廠以及其他類型的工廠。額定容量是由製造商給定的一組固定數字以便於發電廠規劃其發電時的輸出功率，通常以百萬瓦（MW）作為單位。
發電廠發電時，其發電機組的持續輸出效率通常會接近於發電機的額定容量，如此一來，便會具有較高的容量因子。

## 調度電力
以調度電力來說，一機組的額定容量會取決於持續運轉輸出時的時長（例如：一天），然而，這樣的額定容量雖然不是暫時性，但也不是永久性的。並且，更沒有將外在因素也考量進入，如動力燃料缺乏、機組內部故障、機組維護更新後出力提升，以及環境變化等等的因素均可能導致一機組實際輸出的額定容量有所差異。

## 不可調度電力
以不可調度電力，尤其是可再生能源來說，額定容量是指在理想狀態下，最大的輸出功率。最大的輸出功率往往會受到氣候的影響而定，如水力發電廠中，水壩的蓄水量，潮汐發電廠需視潮汐變化等外在因素而受到限制。而如遭遇機組故障或維修等內在狀況，其容量因子會比起外在的環境因素來的影響更低。以太陽光電系統來說，額定容量是依據標準測試條件，通常是以非國際單位制（non-SI）的指標適應單位瓦峰值(Wp)來制定。另外，太陽光電系統的額定容量銘板上，有時會再用一行子索引來表示，例如MWDC 或是 MWAC，此舉的作法是為了明確表示，其額定容量是否為原始的直流電源輸出或已轉換為交流電源輸出。

## 發電機容量

一張與（COGES）發電廠的示意圖

發電機容量一詞是由額定容量與發電機所組成的，這些銘板上，會標註上裝置型號、製造商名稱等，通常還會再標註上額定的輸出容量，不過，通常從發電廠經輸電線路進入到供電網路輸出的電力會比發電機組的額定容量還小，因為這些輸配電的設備是屬於安裝在發電機之外的附屬設備。而如果以發電廠內的廠用電來說，因為其電力是從外部的供電網路傳送回發電廠供應廠用電，期間會有電力損耗的狀況，因此仍會較發電機組的額定容量更低。

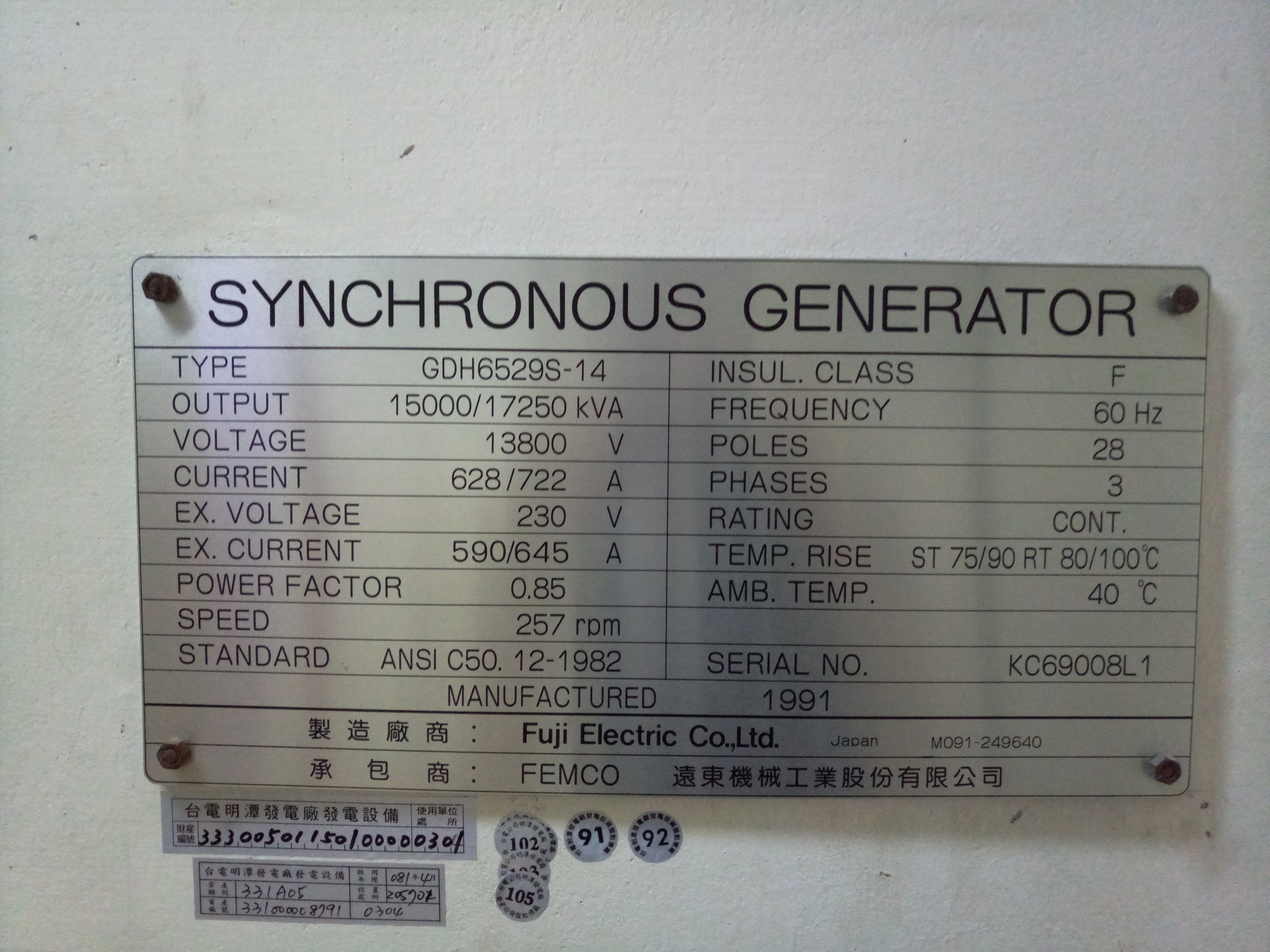
臺灣台電明潭發電廠水里機組發電機的銘板，其中“OUTPUT”即為額定輸出容量。
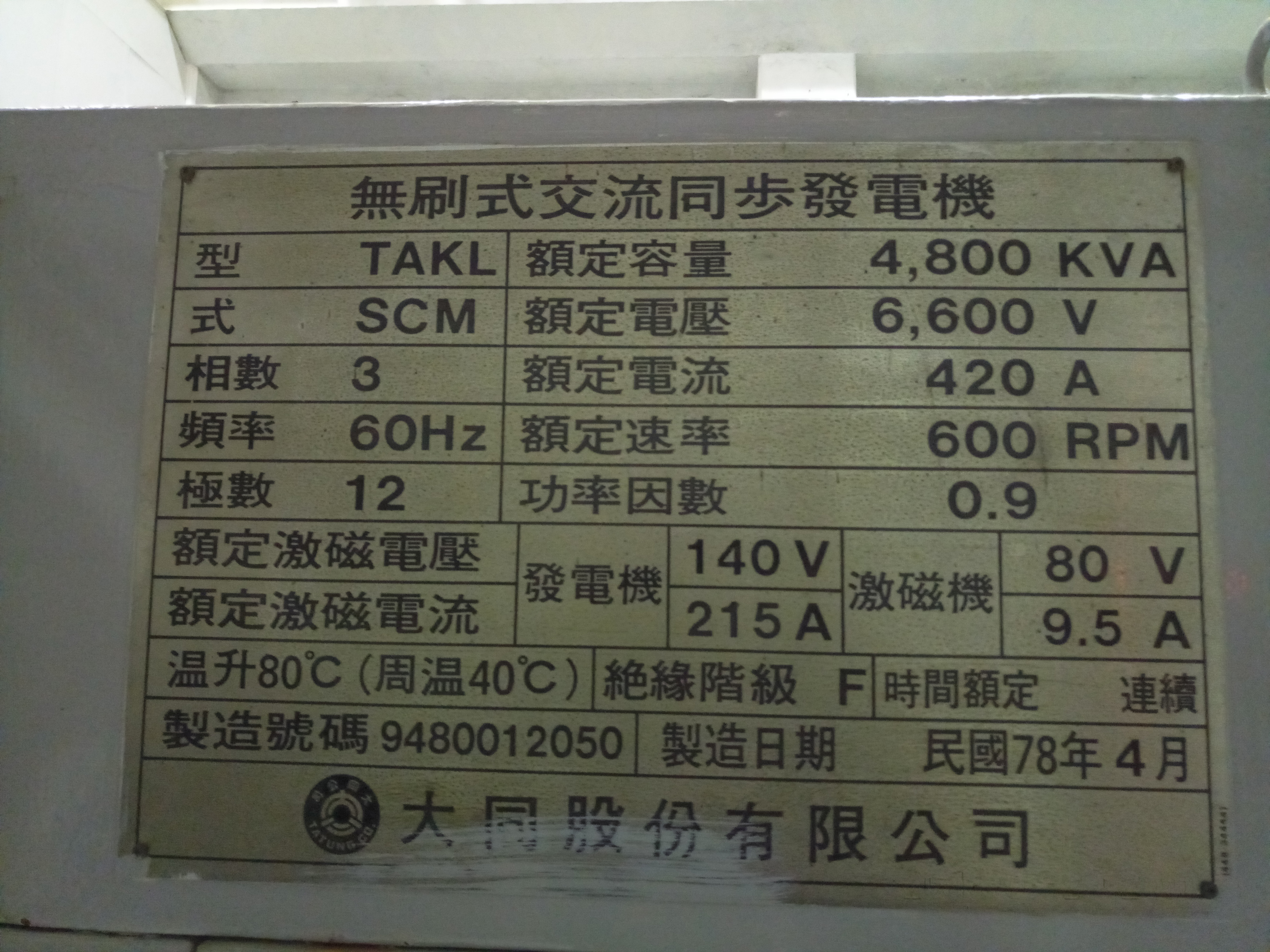
臺灣台電明潭發電廠北山機組發電機的銘板，額定輸出容量為4,800KVA，而在乘上功率因數0.9便得出裝置容量4,320KW。
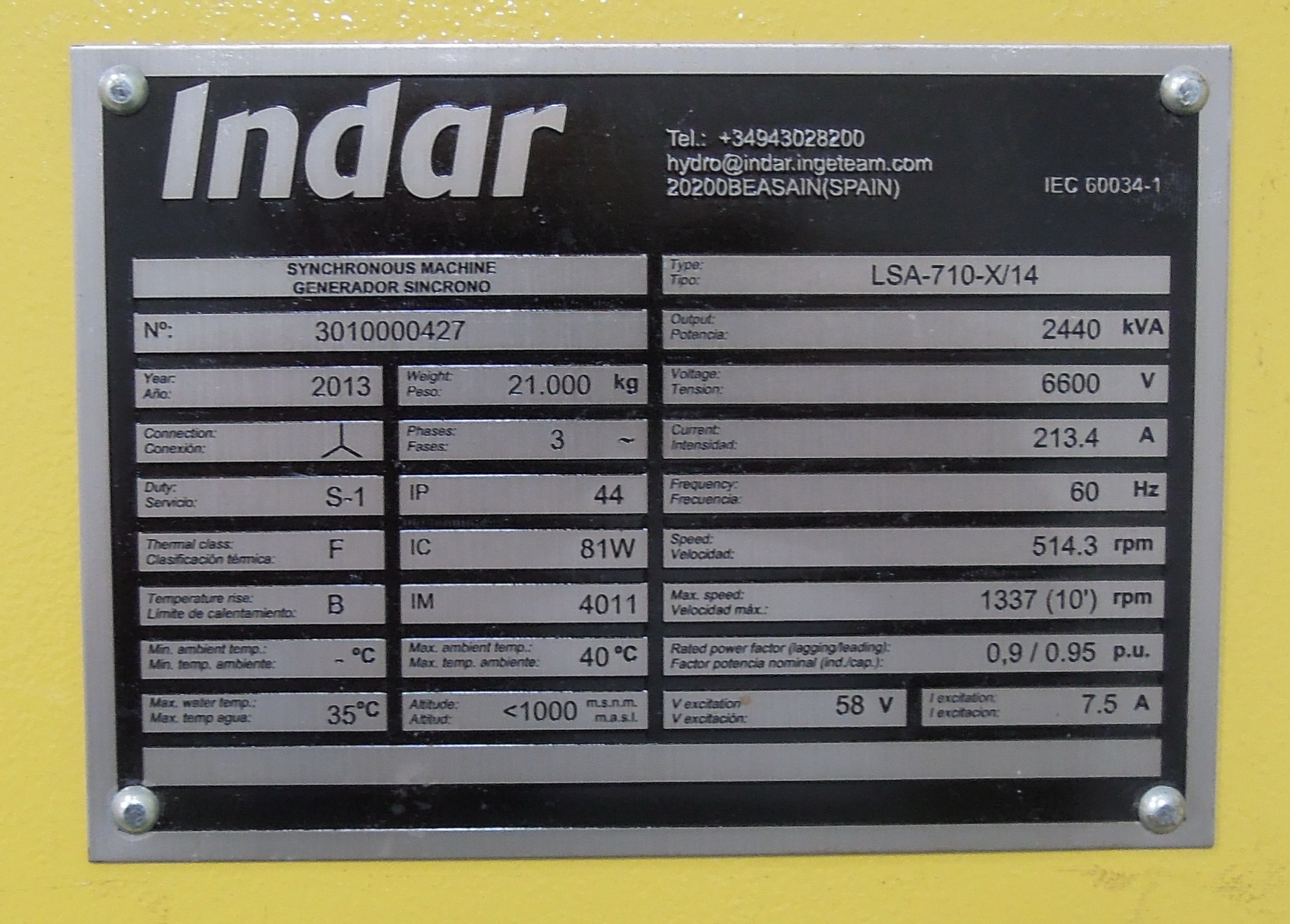
臺灣八田水力發電廠發電機銘板，額定輸出為1,778KVA，而在乘上功率因數0.9便得出裝置容量約1,600KW。
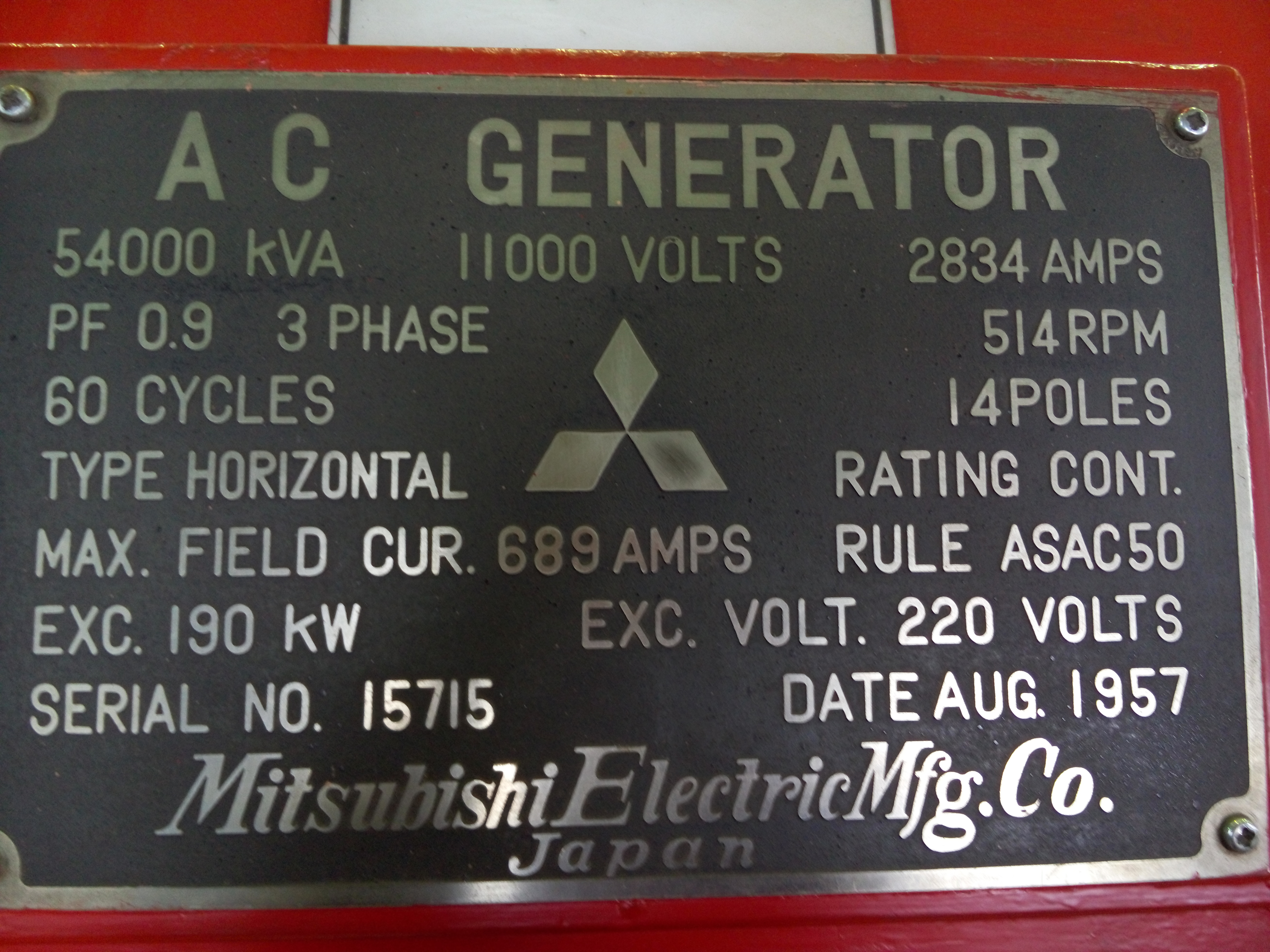
臺灣台電東部發電廠龍澗機組一號發電機銘板，額定輸出標誌在左上角，為54,000KVA，而在乘上功率因數0.9便得出裝置容量48,600KW。
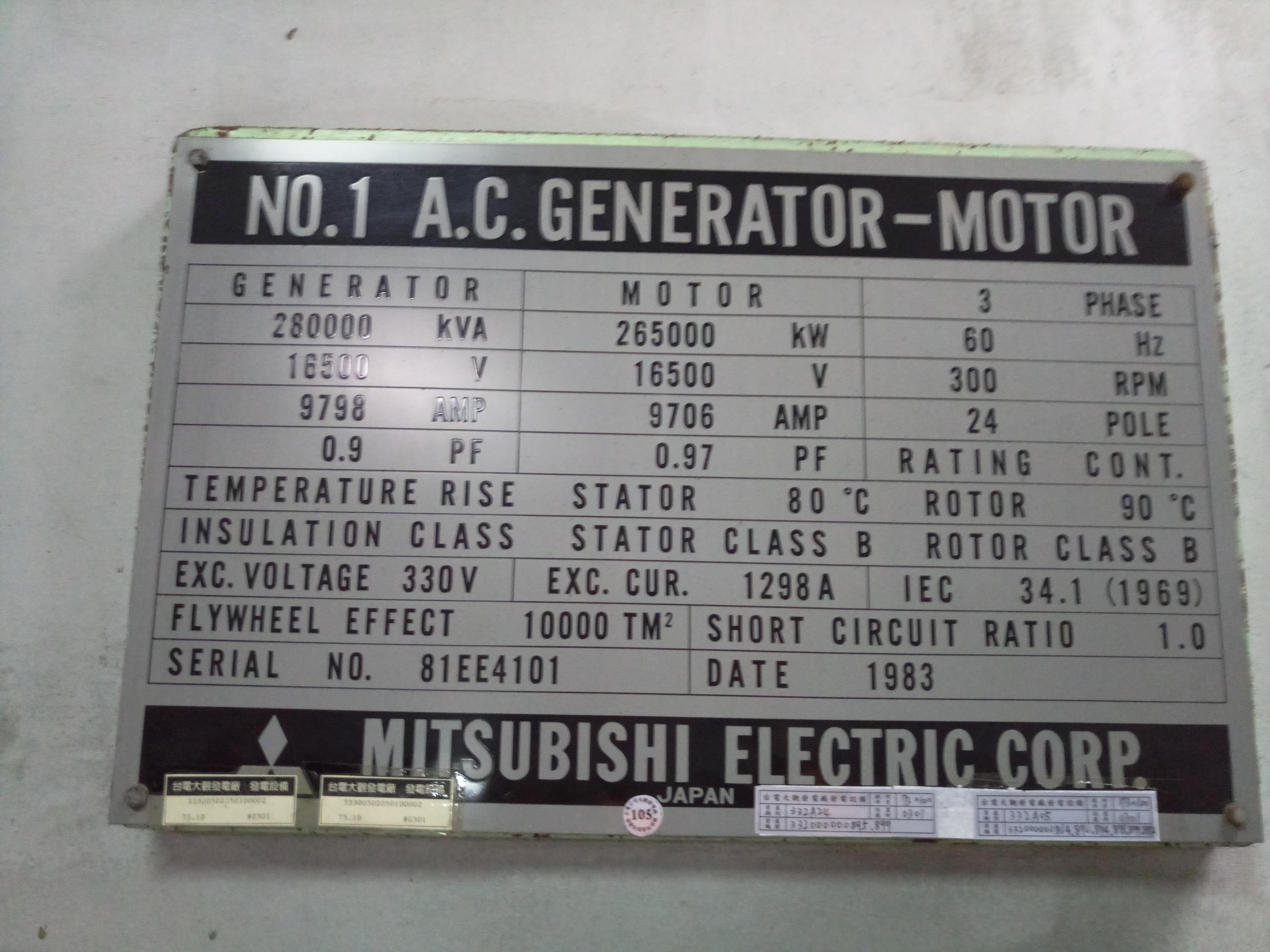
臺灣台電大觀發電廠大觀二廠抽蓄式水輪發電機組的銘板，可看到分有發電機（Generator）與抽水馬達（Motor）兩個部份的標示。

## 資料來源
1. ↑  Energy glossary （页面存档备份，存于） Energy Information Administration. Retrieved: 23 September 2010.
2. ↑  Glossary （页面存档备份，存于） Nuclear Regulatory Commission, 2 August 2010. Retrieved: 23 September 2010.
3. ↑  Plant Performance Data (PPD) 的存檔，存档日期2010-09-10. ICIS. Retrieved: 23 September 2010.
4. ↑  Refinery Economics 的存檔，存档日期2010-12-28. Natural Resources Canada, 5 january 2009. Retrieved: 23 September 2010.
5. ↑  Magnificent seven （页面存档备份，存于） Arabian Business, 17 June 2008. Retrieved: 23 September 2010.
6. ↑  Daniel O’Brien and Mike Woolverton. Trends in U.S. fuel ethanol production capacity: 2005-2009 （页面存档备份，存于） K-State & Extension, August 2009. Retrieved: 23 September 2010.
7. ↑  Refining Capacity （页面存档备份，存于） Alcoa, December 31, 2009
. Retrieved: 23 September 2010.
8. ↑  The Future of Tantalum and Niobium （页面存档备份，存于） Mining-Technology, 14 Jan 2010. Retrieved: 23 September 2010.
9. ↑  Certificate of Nameplate Capacity 的存檔，存档日期2010-12-27. Ohio Department of Development. Retrieved: 23 September 2010.
10. 1 2  Kleiser, Thomas. Response to CDM （页面存档备份，存于） page 2-4 by TÜV, 4 March 2009. Retrieved: 23 September 2010.
11. ↑  Swain, Bibb. Designed to go above Nameplate Capacity （页面存档备份，存于） Ethanol Producer, November 2006. Retrieved: 23 September 2010.
12. 1 2  Cleveland & Morris. . 2009-09-21. ISBN 9780080965178.
13. ↑  Reitze, Arnold W. Air pollution control law: compliance and enforcement （页面存档备份，存于） page 260 George Washington University Law School, 2001. ISBN 1-58576-027-7, ISBN 978-1-58576-027-5 Retrieved: 23 September 2010.